# 250P/Larson
250P/Larson – kometa krótkookresowa, należąca do rodziny Jowisza.

## Odkrycie
Kometa została odkryta 10 stycznia 2011 przez Steve’a Larsona w ramach programu obserwacyjnego Catalina Sky Survey.

## Orbita komety i właściwości fizyczne
Orbita komety 250P/Larson ma kształt elipsy o mimośrodzie 0,4. Jej peryhelium znajduje się w odległości 2,21 j.a., aphelium zaś 5,25 j.a. od Słońca. Jej okres obiegu wokół Słońca wynosi 7,2 roku, nachylenie do ekliptyki to wartość 13,29˚.
Jądro tej komety ma rozmiary maks. kilku km.